# Sinchi FC
El Sinchi FC (en chino: 新麒足球俱乐部) fue un equipo de fútbol de China que jugó tres temporadas en la S.League, la primera división de Singapur.

## Historia
Fue fundado en 2003 como equipo representante de la comunidad china en Singapur.
Como participante en la liga tuvo su mejor temporada en 2003, cuando terminó en quinto lugar. Su mejor participación en la Copa de Singapur fue ser semifinalista en 2004.
El club desapareció en diciembre de 2005 tras tres temporadas en la S.League.

## Temporadas
| Temporada | Pos. | J  | G  | E   | P  | GF | GC | Pts | Copa             |
| --------- | ---- | -- | -- | --- | -- | -- | -- | --- | ---------------- |
| 2003      | 7.º  | 33 | 11 | 6–5 | 11 | 46 | 48 | 50  | Cuartos de final |
| 2004      | 9.º  | 27 | 4  | 5   | 18 | 36 | 62 | 17  | Semifinales      |
| 2005      | 9.º  | 27 | 7  | 3   | 17 | 27 | 56 | 21  | Cuartos de final |

- En 2003 se jugaban tiros desde el punto penal en caso de que el partido terminara empatado. El ganador de los penales recibía un punto adicional.

## Jugadores

### Jugadores destacados
| - Shi Jiayi - Qiu Li | - Xie Yuxin - Jiang Feng |